# John Wilkes Booth

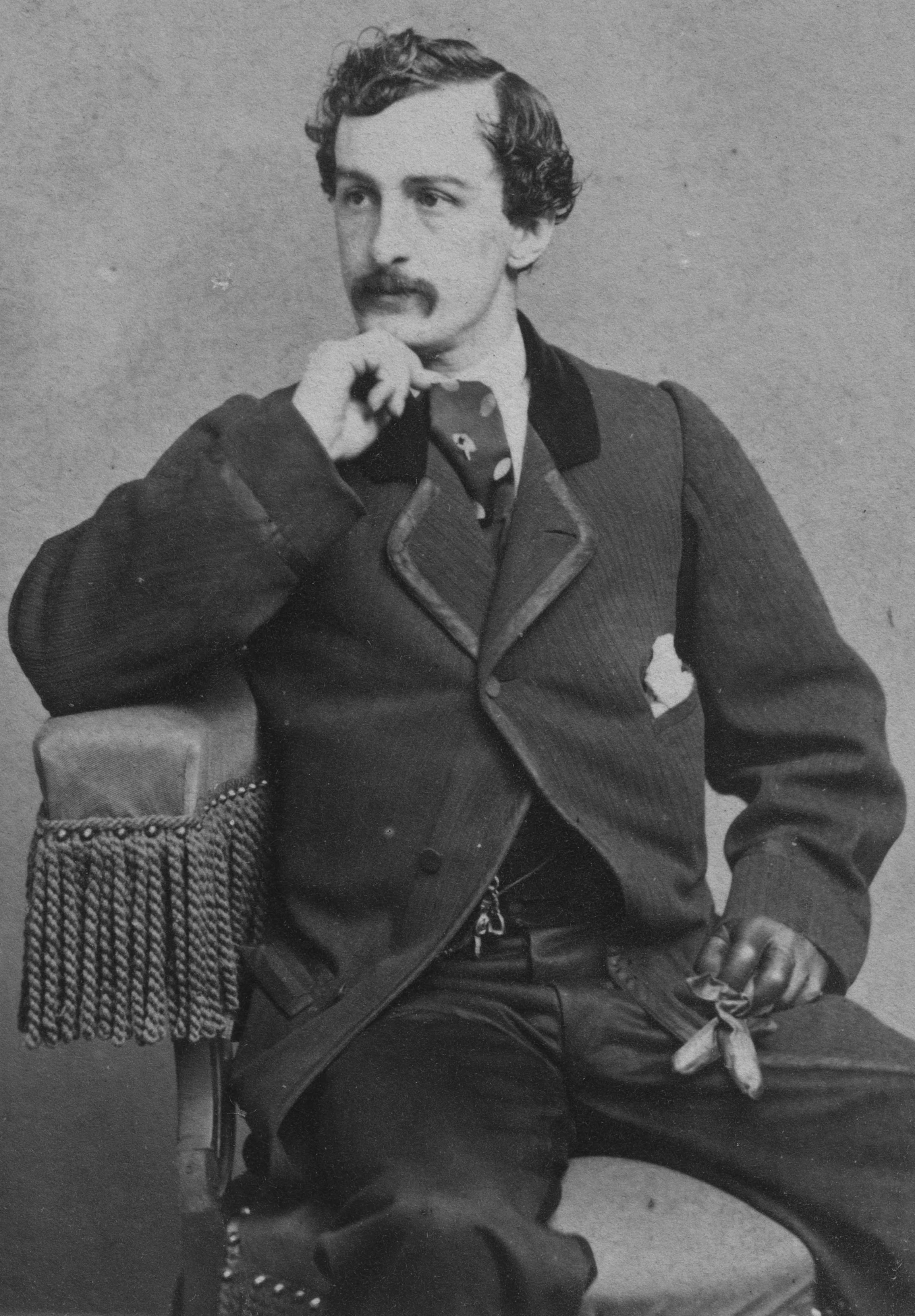
John Wilkes Booth (1838–1865)

John Wilkes Booth (* 10. Mai 1838 bei Bel Air, Maryland; † 26. April 1865 bei Bowling Green, Virginia) war ein amerikanischer Schauspieler, der heute insbesondere als Mörder Abraham Lincolns († 15. April 1865) bekannt ist. Zu seiner Zeit war er ein populärer Darsteller, der als Freund der Südstaaten unzufrieden mit dem Ausgang des Sezessionskrieges war.

## Leben

### Herkunft
Booths Eltern, Junius Brutus Booth und Mary Ann Holmes, waren gebürtige Engländer und erst 1821 in die USA ausgewandert. Junius war einer der berühmtesten amerikanischen Bühnenschauspieler. Als er 1852 starb, schrieb der Dichter Walt Whitman in Anspielung auf dessen klassische Rollen: „There went the greatest and by far the most noble Roman of them all.“ (dt.: „Da ging der größte und weitaus edelste Römer von allen“).
Johns älterer Bruder, Edwin Booth, galt als der begabteste Darsteller in der Familie, der sogar nach dem Attentat durch seinen Bruder seine Karriere fortsetzen konnte. Ironischerweise hatte Edwin dem ältesten Sohn Lincolns, Robert Todd Lincoln, 1863 (nach anderen Quellen 1864) das Leben gerettet, nachdem jener auf einem Bahnhof in Jersey City von der Bahnsteigkante zwischen zwei Waggons eines stehenden Zuges geraten war.

### Beruf
Booth gab sein Bühnendebüt im August 1855 mit 17 Jahren, als er in William Shakespeares Stück Richard III. den Earl of Richmond spielte. 1858 wurde er Mitglied des Richmond-Theaters, wo er rasch Karriere machte. Einigen Kritikern galt er als „der schönste Mann Amerikas“. Bei einer Größe von etwa 1,73 Meter, glänzend schwarzem Haar, schlanker, aber dennoch athletischer Statur, war er für Heldenrollen prädestiniert.

### Politische Verwicklungen
1859 nahm Booth an der Exekution des Sklaverei-Gegners John Brown teil, der zuvor durch den Überfall auf Harpers Ferry versucht hatte, einen Sklavenaufstand zu organisieren. Booth hatte sich eigens der Miliz angeschlossen, um das Ereignis zu unterstützen, und stand in der Nähe des Galgens mit anderen Bewaffneten, die einen Flucht- oder Befreiungsversuch verhindern sollten.
Anfang 1862 wurde Booth in St. Louis verhaftet, da er Kritik an der Regierung geäußert hatte.
Am 9. November 1863 sah Präsident Lincoln Booth in der Rolle des Raphael in The Marble Heart („Das marmorne Herz“) im Ford-Theater. Lincoln saß genau in derselben Loge, in der er später tödlich getroffen wurde. Außer diesem Engagement erschien Booth nur in einem anderen Stück im Ford-Theater am 18. März 1865, als er den Herzog von Pescara in The Apostate darstellte, was seine letzte Bühnenrolle sein sollte.
Da Booth mit Lucy Hale, der Tochter des amerikanischen Botschafters in Spanien, John P. Hale, verlobt war, nahm er als geladener Gast an Lincolns zweiter Amtseinführung am 4. März 1865 teil – diese Erkenntnis war ein Zufallsfund, als man eine berühmte Photographie zur zweiten Inauguration Lincolns einer Rasteranalyse unterzog.

## Das Attentat auf Lincoln

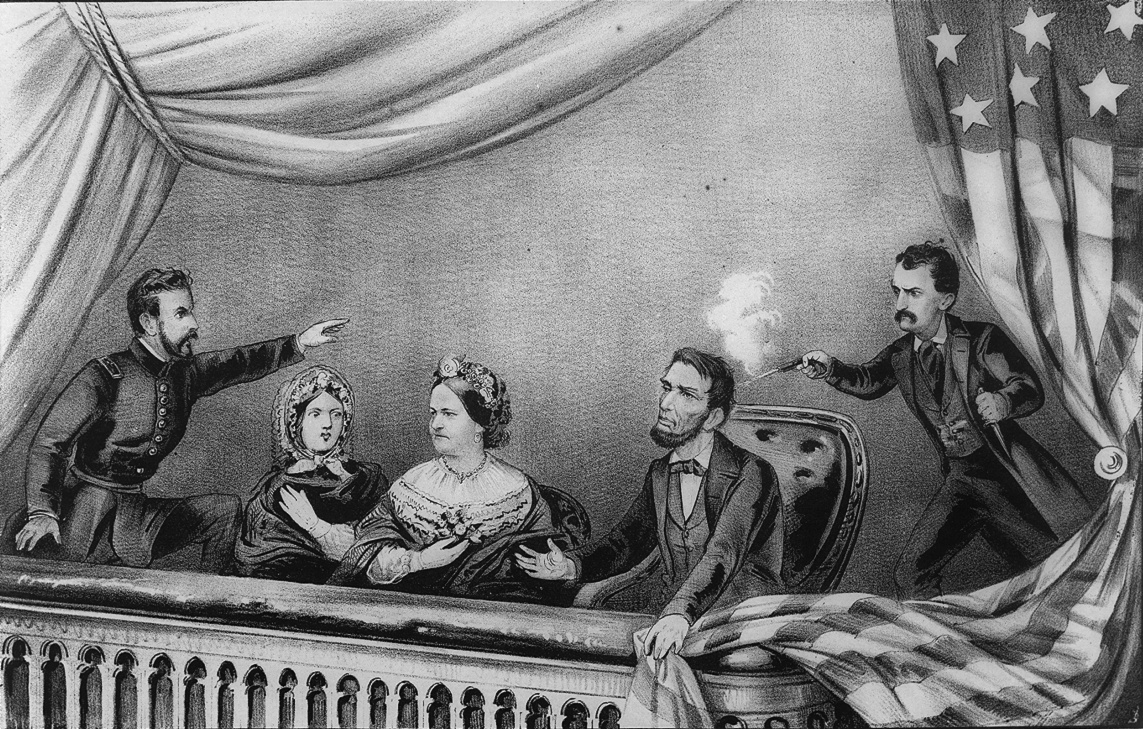
Lithografie des Attentats (ca. 1865); v. l. n. r.: Henry Rathbone, Clara Harris, Mary Todd Lincoln, Abraham Lincoln und John Wilkes Booth

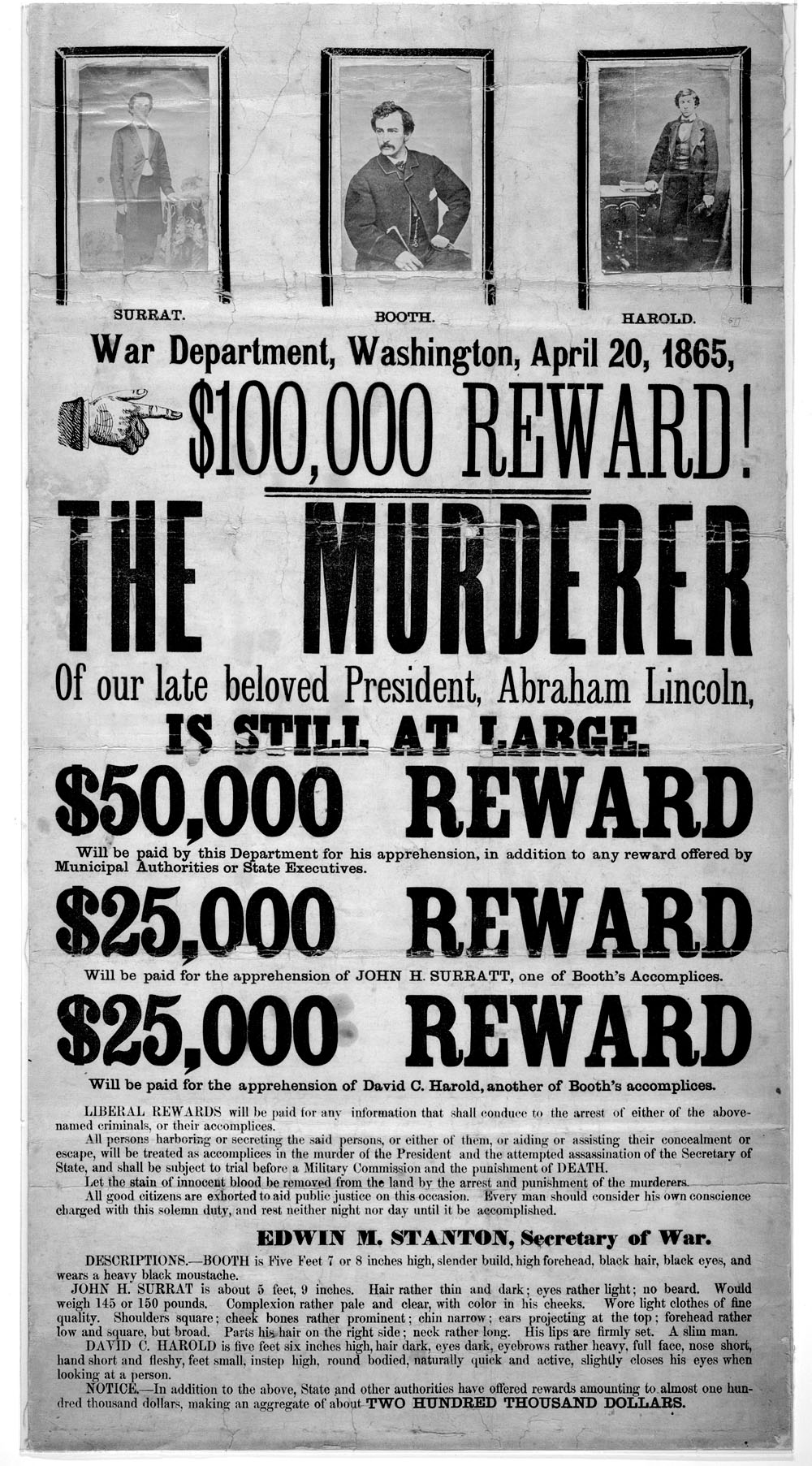
Steckbrief von Booth (Mitte) und zwei seiner Mitverschwörer

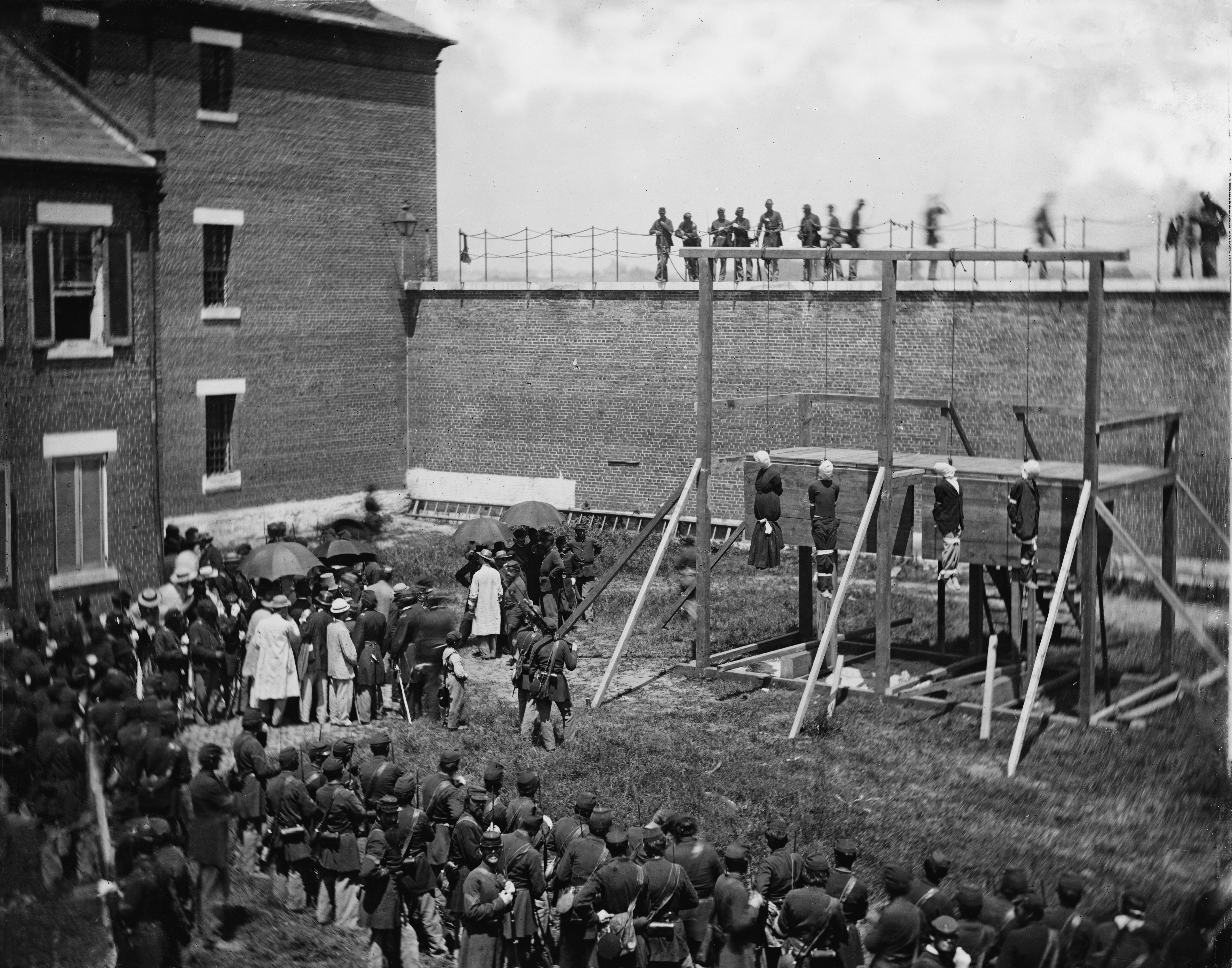
Hinrichtung von vier Verschwörern des Lincoln-Attentates am Galgen (1865)

Das Attentat war Ergebnis einer Verschwörung, an der sich außer Booth noch weitere neun Sympathisanten des Südens beteiligt hatten. Ursprünglich hatten sie Lincoln in die Südstaaten entführen wollen, um ihn gegen konföderierte Kriegsgefangene auszutauschen; nach der Niederlage des Südens war dieser Plan hinfällig geworden. Dennoch hielten sie Lincolns Ermordung für eine legitime Fortsetzung des Kampfes.
Am Karfreitag, dem 14. April 1865, fünf Tage, nachdem General Robert E. Lee bei Appomattox Court House kapituliert hatte, schaute sich Lincoln das Schauspiel Our American Cousin im Ford-Theater in Washington, D.C. an. Eigentlich hatte Lincoln auch General Ulysses S. Grant, seinen Vizepräsidenten Andrew Johnson und den Außenminister William Henry Seward eingeladen. Grant reiste jedoch im Laufe des Tages aus Washington ab und Seward lag krank im Bett, so dass Booth, der ursprünglich auch Grant umbringen wollte, nur noch ein Ziel hatte. Booths Mitverschwörer Lewis Powell drang am selben Abend in Sewards Haus ein und verletzte den Außenminister in seinem Krankenbett mit mehreren Messerstichen schwer, aber nicht tödlich.
Die Presse hatte den Besuch des Präsidenten im Ford-Theater angekündigt, so dass die Vorstellung ausverkauft war. Booth hatte nur die Möglichkeit, sich in die Loge des Präsidenten zu schleichen, da Lincoln immer ohne Personenschutz in dieses Theater ging. Es gelang ihm, gegen 22 Uhr in die Loge einzudringen, wo er ihm mit einem 44er Deringer in den Hinterkopf schoss.
Anschließend sprang er auf die Bühne und brach sich dabei ein Bein (diese Darstellung wird jedoch von einigen Quellen und Historikern angezweifelt). Als er auf der Bühne stand, rief er die Worte Sic semper tyrannis (So soll es immer den Tyrannen ergehen). Danach floh er zum Arzt Samuel Mudd, der den Bruch provisorisch behandelte. Nach tagelanger Verfolgung wurde der Attentäter schließlich von Soldaten in einer Scheune nahe dem Ort Bowling Green, Virginia, gestellt und durch Sergeant Boston Corbett entgegen den Anweisungen getötet, als er sich der Gefangennahme widersetzte.
Lincoln wurde unmittelbar nach dem Attentat in ein Haus gegenüber dem Ford-Theater gebracht und ärztlich behandelt. Die Verletzungen waren aber so schwer, dass er am Morgen des folgenden Tages starb, ohne noch einmal das Bewusstsein wiedererlangt zu haben.
Vier der als Mitverschwörer Angeklagten – Mary Surratt, Lewis Powell, David Herold und George Atzerodt – wurden von einem Militärtribunal zum Tode verurteilt und am 7. Juli 1865 gehängt. Drei andere erhielten eine lebenslange Haftstrafe und ein weiterer eine sechsjährige Haftstrafe.
Booth liegt im Familiengrab in Baltimore (Green Mount Cemetery) in einer nicht markierten Grabstelle begraben.

## Belletristik
- James Wood (= Hermann Baeblich): John Wilkes Booth oder Das Opfer der Rebellion. Illustrierter historischer Roman aus der neuesten Geschichte der Vereinigten Staaten von Amerika. 4 Bände. Humburg, Berlin 1866

## Filmische Rezeption
- Monica Beletsky: Nach dem Attentat, US-amerikanische Miniserie. 2024 veröffentlicht.